# Christine Arron
Christine Arron (Les Abymes, 13 september 1973) is een Franse atlete, die op de sprintafstanden uitkomt. Ze nam driemaal deel aan de Olympische Spelen en won hierbij één olympisch bronzen medaille.

## Biografie
In 1992 werd Arron op het wereldkampioenschap voor junioren in Seoel ontdekt en naar Frankrijk gehaald. Daar werd ze eerst getraind door Fernand Urtebise, die ook trainer is van 400 m hordenkampioene Stéphane Diagana en later door Jaques Piasenta.
In 1998 werd Christine Arron Europees kampioene op de 100 m en liep een nieuw Europees record van 10,73 s. Hiermee was ze de derde snelste vrouw aller tijden. Arron was de laatste loopster van het Franse 4 x 100 m estafetteteam en zorgde ervoor, dat haar team goud won op dit onderdeel. In datzelfde jaar werd ze als beste Europese atlete onderscheiden met de European Athlete of the Year Trophy.
Een jaar later maakte Arron deel uit van de Franse afvaardiging naar de Olympische Spelen van 2000 in Sydney. Op de 100 m individueel kwam ze tot de halve finale, waarin ze met 11,42 als zevende eindigde, nadat ze eerder in de kwartfinale 11,26 voor zich had laten klokken. Op de 4 x 100 m estafette haalde ze de finale wel. Hierin viel ze samen met Linda Ferga, Fabé Dia en Muriel Hurtis-Houairi net buiten de prijzen. Het Franse viertal eindigde als vierde in 42,42.
Wegens een heupblessure kon Arron niet meedoen aan het wereldkampioenschap in 2001. In juni 2002 werd ze moeder van haar eerste kind. In 2003 was ze er echter weer bij en won ze een gouden medaille op het wereldkampioenschap atletiek in Parijs op de 4 x 100 m estafette. Samen met Patricia Girard, Muriel Hurtis-Houairi en Sylviane Félix liet ze een tijd noteren van 41,78, niet alleen een nieuw Frans record, maar hiermee was Frankrijk op dat moment ook het vierde snelste land ooit.
Op de Olympische Spelen van 2004 in Athene veroverde Christine Arron een bronzen medaille op de 4 x 100 m estafette met haar teamgenotes Véronique Mang, Muriel Hurtis-Houairi en Sylviane Félix. In augustus 2005 won ze bij de wereldkampioenschappen opnieuw brons op zowel de 100 als de 200 m. Op de Olympische Spelen van 2008 in Peking sneuvelde ze in de kwartfinale met een tijd van 11,36.

## Titels
- Wereldkampioene 4 x 100 m - 2003
- Europees kampioene 100 m - 1998
- Frans kampioene 100 m - 2000, 2003, 2004
- Frans kampioene 200 m - 1997, 2004, 2005
- Frans indoorkampioene 60 m - 2000, 2004, 2005, 2006, 2008
- Frans indoorkampioene 200 m - 1996

## Persoonlijke records
Outdoor
| Onderdeel | Prestatie    | Datum            | Plaats      |
| --------- | ------------ | ---------------- | ----------- |
| 100 m     | 10,73 s (AR) | 19 augustus 1998 | Boedapest   |
| 200 m     | 22,26 s      | 3 juli 1999      | Saint-Denis |
| 400 m     | 53,76 s      | 1995             |             |

Indoor
| Onderdeel | Prestatie | Datum            | Plaats  |
| --------- | --------- | ---------------- | ------- |
| 50 m      | 6,11 s    | 26 februari 2006 | Aubière |
| 60 m      | 7,06 s    | 26 februari 2006 | Aubière |
| 100 m     | 11,18 s   | 4 februari 1998  | Tampere |
| 200 m     | 22,69 s   | 26 februari 2005 | Liévin  |

## Palmares

### 60 m
- 2003:  Europese Indoor Cup - 7,18 s
- 2004: 7e WK indoor - 7,21 s
- 2006: 4e WK indoor - 7,13 s

### 100 m
Kampioenschappen
- 1997: 4e WK - 11,05 s
- 1998:  EK - 10,73 s (AR)
- 1999: 6e WK - 10,97 s
- 2000: 7e in ½ fin. OS - 11,42 s
- 2003:  Europese Cup - 11,07 s
- 2003: 5e WK - 11,06 s
- 2003:  Wereldatletiekfinale - 11,04 s
- 2004: 4e Wereldatletiekfinale - 11,23 s
- 2005:  WK - 10,98 s
- 2005:  Wereldatletiekfinale - 10,93 s
- 2007: 6e WK - 11,08 s
- 2007:  Wereldatletiekfinale - 11,20 s
- 2010: 8e EK - 11,37 s

Golden League-overwinningen
- 2004: Meeting Gaz de France – 11,10 s
- 2004: Weltklasse Zürich – 11,06 s
- 2005: Meeting Gaz de France – 11,03 s
- 2005: Golden Gala – 11,03 s
- 2005: Bislett Games – 11,06 s
- 2005: Memorial Van Damme – 10,97 s
- 2005: ISTAF – 11,01 s
- 2007: Weltklasse Zürich – 11,17 s

### 200 m
- 1997:  Middellandse Zeespelen
- 2005:  Europacup - 22,84 s
- 2005:  WK - 22,31 s
- 2005:  Wereldatletiekfinale - 22,43 s

### 4 x 100 m estafette
- 1997:  WK - 42,21
- 1998:  EK - 42,59 s
- 1999:  WK - 42,06
- 2000: 4e OS - 42,42 s
- 2003:  WK - 41,78 s (NR)
- 2004:  OS - 42,54 s
- 2005: 4e WK - 42,85 s
- 2010:  EK - 42,45 s

## Onderscheidingen
- Europees atlete van het jaar - 1998

1983 Gladisch, Koch, Auerswald, Göhr · 
1987 Brown, Williams, Griffith-Joyner, Marshall · 
1991 Duhaney, Cuthbert, McDonald, Ottey · 
1993 Bogoslovskaja, Maltsjoegina, Voronova, Privalova · 
1995 Mondie-Milner, Guidry-White, Gaines, Torrence · 
1997 Gaines, Jones, Miller, Devers · 
1999 Fynes, Sturrup, Davis-Thompson, Ferguson · 
2001 Paschke, G. Rockmeier, B. Rockmeier, Wagner · 
2003 Girard, Hurtis-Houairi, Félix, Arron · 
2005 Daigle, Lee, Barber, Williams · 
2007 Williams, Felix, Barber, Edwards · 
2009 Facey, Fraser, Bailey, Stewart · 
2011 Knight, Felix, Myers, Jeter · 
2013 Russell, Stewart, Calvert, Fraser-Pryce · 
2015 Campbell-Brown, Morrison, Thompson, Fraser-Pryce · 
2017 Brown, Felix, Akinosun, Bowie · 
2019 Whyte, Fraser-Pryce, Smith, Jackson · 
2022 Jefferson, Steiner, Prandini, Terry · 
2023 Davis, Terry, Thomas, Richardson